# Akelbaster
Akelbaster is een geslacht van zeesterren uit de familie Goniasteridae.

## Soort
- Akelbaster novaecaledoniae Mah, 2007